# Lovas
Lovas (maďarsky Hosszúlovász) je vesnice a správní středisko stejnojmenné opčiny v Chorvatsku ve Vukovarsko-sremské župě. Nachází se nedaleko srbských hranic, asi 20 km západně od Iloku a asi 22 km jihovýchodně od Vukovaru. V roce 2011 žilo v Lovasu 869 obyvatel, v celé opčině pak 1 214 obyvatel. V opčině kromě Chorvatů, tvořících 88,06 % obyvatelstva, žije také významná srbská a maďarská menšina.
Součástí opčiny jsou celkem dvě trvale obydlená sídla: Lovas, v němž žije 869 obyvatel a je správním střediskem opčiny, a vesnice Opatovac, v níž žije 345 obyvatel. Severně od Opatovace protéká Dunaj, na němž se zde nachází říční ostrov Opatovačka ada a čtyři menší říční ostrovy, které se nacházejí na katastrálním území opčiny. Opčinou prochází státní silnice D2 (pouze vesnicí Opatovac) a župní silnice Ž4173, Ž4174 a nekvalitní Ž4198. Severozápadně od Lovase se nachází několik malých přehradních nádrží, známých jako Akumulacija Opatovac.
Mezi 10. a 18. říjnem 1991 se ve vesnici odehrál masakr v Lovasu, během nějž zemřelo 70 chorvatských obyvatel po napadení Jugoslávskou lidovou armádou.